# Plas Mawr

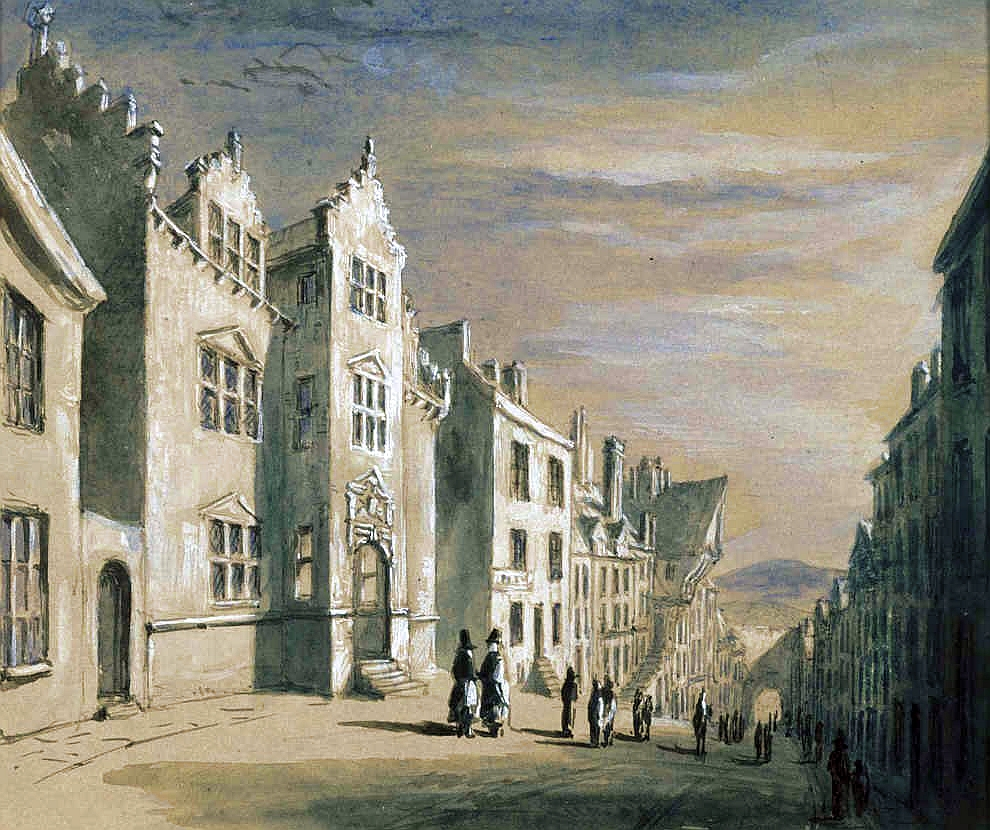
Wilhelmina Mary Martin, Widok ulicy w Conway, XIX w. (akwarela). Na pierwszym planie po lewej Plas Mawr

Plas Mawr (wal.; ang. Great Hall) – okazała XVI-wieczna rezydencja w Conwy, zbudowana na zlecenie wpływowego walijskiego kupca, Roberta Wynna. Klejnot architektoniczny, najwybitniejszy zachowany budynek miejski epoki elżbietańskiej na terenie Wielkiej Brytanii. Jego oryginalne wyposażenie pochodzi z 1665 roku.
Plas Mawr 23 września 1950 roku został wpisany na listę Zabytków Walii pod nr 3634 z zaliczeniem do klasy I (grade I) z uwagi na to, że jest najbardziej kompletnym, obszernym domem miejskim epoki elżbietańskiej, wyjątkowym ze względu na stan zachowania oraz sztukaterię wewnątrz, mającą znaczenie ogólnonarodowe.

## Historia

### XVI wiek
Plas Mawr został zbudowany przez Roberta Wynna, trzeciego syna miejscowego właściciela ziemskiego. Robert Wynn podróżował po Europie w służbie dyplomatów dynastii Tudorów. Dzięki udanej działalności gospodarczej zgromadził fortunę, a w wieku 50 ożenił się z Dorothy Griffith. W 1570 roku kupił ziemię pod swój nowy dom w Conway. Jego konstrukcja miała zawierać elementy, które były modne w Londynie. Wynn zlecił wykonanie dekoracji zawierających elementy herbów rodów, z którymi on i jego małżonka byli związani. Ważne dla Wynna było podkreślenie w projekcie jego walijskiego pochodzenia. Plas Mawr powstawał etapami, w latach 1576–1585. W pierwszym etapie (1576–1577) Wynn dobudował do istniejącego domu skrzydło, które obecnie jest skrzydłem północnym głównego budynku. Stara rezydencja została następnie wyburzona, a w 1580 roku na jej miejscu zbudowano wejście i skrzydło południowe nadając całemu założeniu kształt litery U z fasadą wychodzącą na Crown Lane i z tylnym dziedzińcem zamykającym całość. W ostatnim etapie, w 1585 roku Wynn otrzymał działkę na rogu High Street i Crown Lane. To pozwoliło mu zbudować osobny budynek bramny wychodzący na High Street, który obecnie stanowi główne wejście do Plas Mawr, zamiast pierwotnego wejścia od stosunkowo wąskiego Crown Lane. Budynek bramny od budynku głównego oddziela obniżony dziedziniec. Oba budynki należą do najwcześniejszych przykładów mody na szczyty schodkowe w budownictwie. Budynek główny został bogato ozdobiony sztukaterią gipsową przez ten sam zespół dekoratorów, który pracował przy rezydencji Plas Maenan i na zamku Gwydir w dolinie rzeki Conwy. W 1586 roku zmarła Dorothy, a Robert Wynn ożenił się po raz drugi. Małżonkowie doczekali się siedmiorga dzieci, a Plas Mawr pozostał nadal ich domem rodzinnym.

### XVII–XIX wiek
Dom pozostał w rękach rodziny aż do 1683 roku, kiedy Elin Wynn wyszła za Roberta Wynne z Bodysgallen. Później Plas Mawr był tylko podrzędnym domem rodzinnym. Kolejni użytkownicy budynku wywarli jedynie nieznaczny wpływ na wygląd jego oryginalnych wnętrz. W XVIII wieku część budynku bramnego wykorzystywana była jako budynek sądu, natomiast dom główny został podzielony na mieszkania czynszowe. Wśród lokatorów znaleźli się: mleczarz, rymarz, stolarz i praczka. W latach 1839 i 1886 część skrzydła południowego zajmowała szkoła. W 1887 budynek przejęła na cele administracyjne Royal Cambrian Academy of Art użytkując go jako galerię. 

### XX wiek
W 1993 roku Plas Mawr znalazł się pod ochroną państwa, a zarządzająca nim rządowa agenda ds. dziedzictwa kulturowego Walii Cadw rozpoczęła czteroletni program jego renowacji, która objęła naprawę elementów drewnianych jego konstrukcji, ponowne pokrycie łupkiem dachu, otynkowanie kamiennych ścian oraz konserwację sztukaterii. Pokoje zostały urządzone tak, jak przypuszczalnie wyglądały w 1665 roku.